# Pandrup
Pandrup es una localidad situada en el municipio de Jammerbugt, en la región de Jutlandia Septentrional (Dinamarca). Tiene una población estimada, a inicios de 2024, de 2878 habitantes.
Está ubicada al noroeste de la península de Jutlandia, junto a la costa del Skagerrak (mar del Norte) y a poca distancia al norte del Limfjord.